# Región de Mamou
Mamou es una región de Guinea, su capital es Mamou. Tiene un área de 17.074 km² y una población de 732.117 habitantes. Colinda con Sierra Leona y las regiones de Faranah, Labé, y Kindia.
Está formada por 3 prefecturas: Dalaba, Mamou y Pita.
- Datos: Q1043650